# Inspection générale de la police fédérale et de la police locale
L'Inspection générale de la police fédérale et de la police locale est un organe de contrôle de la police fédérale et de la police locale. C'est également l'organe chargé, en Belgique, d'effectuer le contrôle du retour forcé des étrangers qui ont épuisé toutes les voies de recours. L'Inspection générale est un service ministériel et relève de l'autorité du ministre de l'Intérieur et du ministre de la Justice. L'Inspection générale est dirigée et organisée par un Inspecteur général et un Inspecteur général adjoint.

## Missions
L'Inspection générale veille à l'optimalisation du fonctionnement de la police fédérale et de la police Locale dans le respect de la démocratie et de la protection des droits et libertés fondamentaux.
L'Inspection générale est indépendante des services de police. Elle ne relève pas de la hiérarchie des mandataires de la police fédérale ou locale, elle a sa propre loi et un arrêté royal, son propre budget et les membres du personnel de l'Inspection générale sont soumis à un statut du personnel qui est partiellement différent du statut des fonctionnaires de police travaillant pour la police fédérale ou pour la police Locale. L'Inspection générale effectue également son travail dans des bâtiments autres que les bâtiments de la police.

## Organisation
L'Inspection générale est dirigée et organisée par un Inspecteur général et un Inspecteur général adjoint.  Depuis 2017, il s'agit respectivement du 1er CDP Thierry Gillis et CDP Johan De Volder.
Le siège administratif à Bruxelles est constitué des 4 directions centrales suivantes :

### Direction de la Politique générale
Cette direction est composée d'experts en budget, logistique, HRM et ICT et apporte un soutien direct à tous les collaborateurs.

### Direction Audit et Inspection
Cette direction suit de près les domaines liés à la police et, par le biais de recommandations à la suite d’inspections, d’enquêtes et d’audits, elle contribue de manière durable à l'optimisation de la police Intégrée, structurée à deux niveaux.
Elle agit soit d'office, soit à la demande du ministre de l'Intérieur et/ou du ministre de la Justice. D'autres parties prenantes telles que les autorités judiciaires et administratives ou les chefs de corps peuvent également demander une enquête. Cette direction se concentre en particulier sur l'application des principes du contrôle interne (circulaire CP3) au sein de la police intégrée. Afin de soutenir les dirigeants de la police intégrée, cette direction a déjà proposé un manuel CP3. En outre, la Cellule Rapatriement de la direction surveille le déroulement correct et humain du retour forcé de personnes à éloigner.

### Direction des Statuts
Cette direction s'occupe des affaires qui ont un impact sur la carrière professionnelle des (futurs) membres du personnel de la police fédérale et de la police locale. Cela concerne :
- les dossiers de sélection et d'évaluation des commissions dans lesquelles siège l'Inspecteur général (par exemple, la commission de sélection pour la désignation d'un chef de Corps de la police locale ou encore la commission de sélection du commissaire général de la police fédérale) ;
- la préparation des dossiers pour le Jury du Brevet de Direction (le Brevet de Direction est nécessaire pour être promu au grade de Commissaire Divisionnaire de police) ;
- la préparation des dossiers pour le Conseil d’Appel (recours introduit dans le cadre d'une évaluation obtenue avec la mention finale "insuffisant") ;
- la préparation des dossiers pour la Commission Paritaire (cette commission traite principalement les dossiers des candidats du personnel opérationnel et administratif dont la candidature a été refusée pour des raisons de comportement ou d'environnement et les dossiers des stagiaires qui, à la fin de leur formation, sont encore considérés comme inaptes dans le cadre de la période probatoire) ;
- le siège au conseil de discipline, au sein duquel l'Inspection générale fournit une expertise
- la formulation des avis sur la déontologie, l'intégrité et l'éthique de la police.

### Direction des Enquêtes Individuelles
Sous le contrôle des autorités judiciaires, cette direction mène des enquêtes et des investigations judiciaires concernant les membres des forces de police. Pour les affaires non pénales, elle mène des enquêtes administratives, qu'elles fassent suite ou non à des faits ou à des comportements couverts par la législation disciplinaire.
En outre, il existe quatre postes déconcentrés.

### Les postes déconcentrés
Ces bureaux sont situés à Liège, Mons, Gand et Anvers. Leurs missions correspondent généralement à celles des missions centralisées, mais au niveau régional.

## Groupe cible
L'Inspection générale peut être sollicitée par:
- Tout citoyen ;
- Chaque membre et chaque service de la police intégrée ;
- Les autorités administratives telles que le ministre de l'Intérieur et le ministre de la Justice, les bourgmestres, un Collège de police, les Gouverneurs de Province et le Haut Fonctionnaire de l'Arrondissement Administratif de Bruxelles-Capitale ;
- Les autorités judiciaires telles que les Procureurs du Roi, les Auditeurs du travail, les Procureurs Généraux et le Procureur Fédéral ;
- Les chefs de Corps d’une police Locale ;
- Le Commissaire général et les Directeurs généraux de la police fédérale ;
- les syndicats travaillant au sein de la police Intégrée et de l'Inspection générale ;
- UNIA (le Centre interfédéral pour l'égalité des chances) concernant les faits de discrimination, de racisme ou de xénophobie ;
- l'Institut pour l'égalité des femmes et des hommes ;
- Myria, le Centre fédéral Migration.

Chaque année, l'Inspection générale publie un rapport d'activité et un document de vision, ce dernier étant un document dans lequel elle prend position sur des sujets d'importance politique.